# آمازون عینک‌سرخ
آمازون عینک‌سرخ (نام علمی: Amazona pretrei) نام یک گونه از سرده طوطی آمازون است.
این گونه در آرژانتین، برزیل، پاراگوئه حضور دارد. زیستگاه این پرنده جنگل‌های مناطق پست می‌باشد. این گونه با خطر تخریب زیستگاه مواجه شده است.